# Swiftfox
Swiftfox era un navegador web gràfic privatiu que es pot descarregar de franc des d'Internet., creat per Jason Halme. Està basat en el codi del navegador Mozilla Firefox amb el sistema de Linux. No es compatible amb a cap altre sistema operatiu. És va suspendre abans d'abril 2017.
Era de codi obert, però els binaris són privatius. Les extensions i connectors de Firefox eren compatibles amb Switfox. Era en el seu temps un des navegadors més ràpids.